# Troglohyphantes pavesii
Troglohyphantes pavesii är en spindelart som beskrevs av Carlo Pesarini 1988. Troglohyphantes pavesii ingår i släktet Troglohyphantes och familjen täckvävarspindlar.
Artens utbredningsområde är Italien. Inga underarter finns listade i Catalogue of Life.